# 懐竹抄
『懐竹抄』（かいちくしょう）は、編者不詳の楽書である。標題下に大神惟季（1026年（万寿3年）-1094年（寛治8年））の伝である旨記されているが、実際の成立は12世紀末から13世紀の中頃以後とされる。

## 概要
前半は主として「横笛」すなわち竜笛について、その由緒、笛竹の種別、楽器構造と奏法、調子、演奏に関する口伝、奏者と逸話及び相承次第を述べる。後半では、笛以外にも筝や琵琶等も含め、音律や調について述べている。

## 伝本
- 群書類従 管絃部 巻第三百四十三[* 1]

## 影響
- 近世の雅楽関係者には本書が普及しており[2]、本書を通じての近世音楽史の研究、あるいは現行と異なる奏法があったことを示す資料[1]として、利用価値が高い。
- 吉川英治原作の『宮本武蔵』の中で、横笛に関する書物として印象的に紹介されている[* 2]。ただし、群書類従本と比較する限りでは、忠実な引用とは言い難い[* 3]。